# Raúl Rangel
Raul Rangel (* 19. August 1941) ist ein mexikanischer Badmintonspieler. 

## Karriere
Raul Rangel wurde 1958 erstmals nationaler Meister in Mexiko, wobei er sowohl im Herrendoppel als auch im Herreneinzel erfolgreich war. Acht weitere Titelgewinne folgten bis 1967. 1966 siegte er bei den Mexico International.

## Sportliche Erfolge
| Saison | Veranstaltung              | Disziplin    | Platz | Name                         |
| ------ | -------------------------- | ------------ | ----- | ---------------------------- |
| 1958   | Mexikanische Meisterschaft | Herrendoppel | 1     | Antonio Rangel / Raul Rangel |
| 1958   | Mexikanische Meisterschaft | Herreneinzel | 1     | Raul Rangel                  |
| 1959   | Mexikanische Meisterschaft | Herrendoppel | 1     | Antonio Rangel / Raul Rangel |
| 1960   | Mexikanische Meisterschaft | Herrendoppel | 1     | Antonio Rangel / Raul Rangel |
| 1961   | Mexikanische Meisterschaft | Herrendoppel | 1     | Antonio Rangel / Raul Rangel |
| 1962   | Mexikanische Meisterschaft | Herrendoppel | 1     | Antonio Rangel / Raul Rangel |
| 1963   | Mexikanische Meisterschaft | Herrendoppel | 1     | Antonio Rangel / Raul Rangel |
| 1964   | Mexikanische Meisterschaft | Herrendoppel | 1     | Antonio Rangel / Raul Rangel |
| 1966   | Mexikanische Meisterschaft | Herrendoppel | 1     | Antonio Rangel / Raul Rangel |
| 1967   | Mexikanische Meisterschaft | Herrendoppel | 1     | Antonio Rangel / Raul Rangel |